# نورة المشعان
الدكتورة نورة محمد المشعان، (1981-) مهندسة كويتية، تشغل حاليا منصب وزيرة الأشغال العامة منذ 17 يناير 2024.

## عن حياتها
حصلت على شهادة الدكتوراه في الهندسة المدنية من جامعة جونز هوبكنز بولاية ميريلاند بالولايات المتحدة الأمريكية.
- عملت سابقاً أستاذة في كلية الهندسة المدنية في جامعة الكويت.
- وعملت سابقاً مستشار هندسي في مؤسسة الموانئ الكويتية.
- وكانت سابقاً عضواً في هيئة التدريس في جامعة الكويت.
- في 17 يناير 2024 صدر مرسومٌ أميري بتشكيل الحكومة حيث عُينت وزيرة للأشغال العامة وزيرة للدولة لشؤون البلدية [2]
- في 25 أغسطس 2024 صدر مرسومٌ أميري بتشكيل الحكومة وعُينت وزيرة للأشغال العامة مجددا.